# マリザーノ
マリザーノ (Malidzano) はマケドニアで伝統的に食べられているナスやピーマンで作ったスプレッドである。名前はイタリア語でナスを意味するメランザーネ (melanzane) に由来する。ナスやピーマンに油と塩を加え、好みによりマスタードを加えて作る。マリザーノはパンとチーズに添えて前菜として供されることが多い。セルビア、ボスニア・ヘルツェゴビナ、クロアチアなどバルカン半島西部の国では、使うピーマンの品種により緑のマリザーノや赤のマリザーノがある。